# رابرت تورنبول
رابرت تورنبول (به انگلیسی: Robert Turnbull) بازیکن فوتبال زادهٔ ۱۷ دسامبر ۱۸۹۵ اهل انگلستان بود که سابقهٔ بازی در تیم ملی فوتبال انگلستان را در کارنامهٔ خود دارد. وی در تاریخ ۲۵ اکتبر ۱۹۱۹ تنها بازی ملی خود را در مقابل تیم ملی فوتبال ایرلند انجام داد.